# Яґ'я ібн-Салама аль-Кальбі
Яґ'я ібн-Салама аль-Кальбі (*араб. يحيى بن سلمة الكلبي, д/н —після 728) — 9-й валі Аль-Андалуса у 726—728 роках.

## Життєпис
Належав до роду наближеного до халіфів з роду Омеядів. У серпні 726 року халіф Хішам I призначив Яґ'ю новим валі. Він скасував рішення колишнього валі Анбаса ібн-Сухайм аль-Кальбі щодо підвищення вдвічі податків для християн й конфіскацію майна жидів. Провів реституцію конфіскованого. Водночас припинив утиски місцевого населення з боку арабів та берберів.
Яґ'я ібн-Салама аль-Кальбі не здійснював активної загарбницької політики стосовно франкських держав. Основну увагу приділяв поліпшенню економічного становища керованої ним провінції. Зумів припинити сутички між сирійськими та єменськими арабами.
У 728 році його було замінено Худхайфом ібн аль-Ахвасом аль-Ашйа'ї. Про подальшу долю Яґ'я немає даних.